# Elias Hacke
Elias Hacke, auch Elias von Hacke (* 1574; † 1640), war ein deutscher Rittmeister und Rittergutsbesitzer. Er ist der Stammvater des kurpfälzischen Adelsgeschlechts Haacke (früher Hacke).

## Leben
Elias stammte aus dem thüringischen Uradelsgeschlecht Hacke und war der vierte Sohn des Rittergutsbesitzers Christoph Hacke († 1607) auf Agnesdorf und Wickerode. Seine Familie führte das Adelsprädikat von erst seit dem ausgehenden 17. Jahrhundert. Im Gegensatz zu seinen älteren Brüdern blieb Elias Hacke nicht in Thüringen, sondern ging nach Stuttgart, um dort Stallmeister zu werden. Jedoch zog es ihn nach dem Tod des Vaters wieder in die Heimat zurück. Er übernahm seinen Anteil an den väterlichen Gütern und heiratete am 2. Dezember 1624 Agnes von Schlitz genannt Görtz. Aus der gemeinsamen Ehe ging u. a. der Sohn Friedrich Sittig von Hacke hervor, der Maria Sabina von Nulland heiratete. Deren Sohn Joseph Ignatz wurde in den Freiherrenstand erhoben.
Durch den frühen Tod seiner Brüder wurde Elias Hacke 1627 alleiniger Besitzer der väterlichen Güter und verkaufte zunächst das Gut Wickerode an Michael Tryller. Dieser hatte auch Interesse an Agnesdorf und lieh Elias Hacke 1633 und 1635 größere Summen Geld, die dieser nicht zurückzahlen konnte. Letztendlich sah sich Elias Hacke gezwungen, 1637 auch sein Gut Agnesdorf und das Wohnhaus in Questenberg an Tryller zu verkaufen. Allein sein Begräbnis in der kleinen Kirche in Questenberg behielt sich Elias Hacke vor. Der Verkauf wurde später wieder rückgängig gemacht und die Witwe von Elias Hacke lebte noch 1657 auf Agnesdorf, das in jenem Jahr unter die Herrschaft des Herzogs von Sachsen-Weißenfels kam.